# 多摩動物公園站
多摩動物公園站（日语：／ Tama-dōbutsu-kōen eki */?）是一個位於東京都日野市程久保，屬於京王電鐵、多摩都市單軌電車的鐵路車站。
多摩動物公園位於站前。
此站－高幡不動站之間是動物園線與多摩都市單軌電車線的並行路段。

## 停靠路線
- 京王電鐵
  - 動物園線（終點站）
- 多摩都市單軌電車
  - 多摩都市單軌電車線

## 年表
- 1964年4月29日，京王帝都電鐵多摩動物公園線（現京王電鉄動物園線）開始運行，京王的多摩動物公園站啟用。
- 2000年1月10日，多摩都市單軌電車的多摩都市單軌電車線開始運行，多摩單軌的多摩動物公園站啟用。
- 2013年
  - 2月22日，以KO47作為車站編號。
  - 10月10日，京王的多摩動物公園站以京王鐵路樂園（日语：京王れーるランド）作為副站名。

## 車站結構
兩站之間隔著都道相模原立川線，站體互相獨立。

### 京王電鐵
本站是動物園線的終點站，位於多摩動物公園正門都道對面。車站編號KO47。
為港灣式月台1面2線地面車站。2號月台對應4輛編組，其他部分設有柵欄。另外，往新宿方向的直通電車全部停靠1號月台。
在多摩都市單軌電車線通車前，本站也是中央大學、明星大學的最近站。
本站設有對應人潮眾多時使用的上下車分離月台架構，但現在已停止使用。
廁所原先位於1號月台對面的舊下車月台，2013年7月31日移至舊京王鐵道樂園側。外牆有動物彩繪。
過去站房合設的「京王鐵道樂園」是以多摩動物公園孩童為主的京王鐵道商店，2013年8月25日結束營業。之後設施移至對側，於同年10月10日重新開幕。本站也進行大規模整修，採用動物園風格並啟用副站名「（京王鐵道樂園）」。
現在京王鐵道樂園的車輛展示場地是以前的站前廣場。

#### 月台配置
| 月台 | 路線     | 方向                                    |
| ---- | -------- | --------------------------------------- |
| 1    | 動物園線 | 高幡不動、調布、明大前、新宿方向        |
| 2    | 動物園線 | 高幡不動方向（4輛編組一人控制列車專用） |

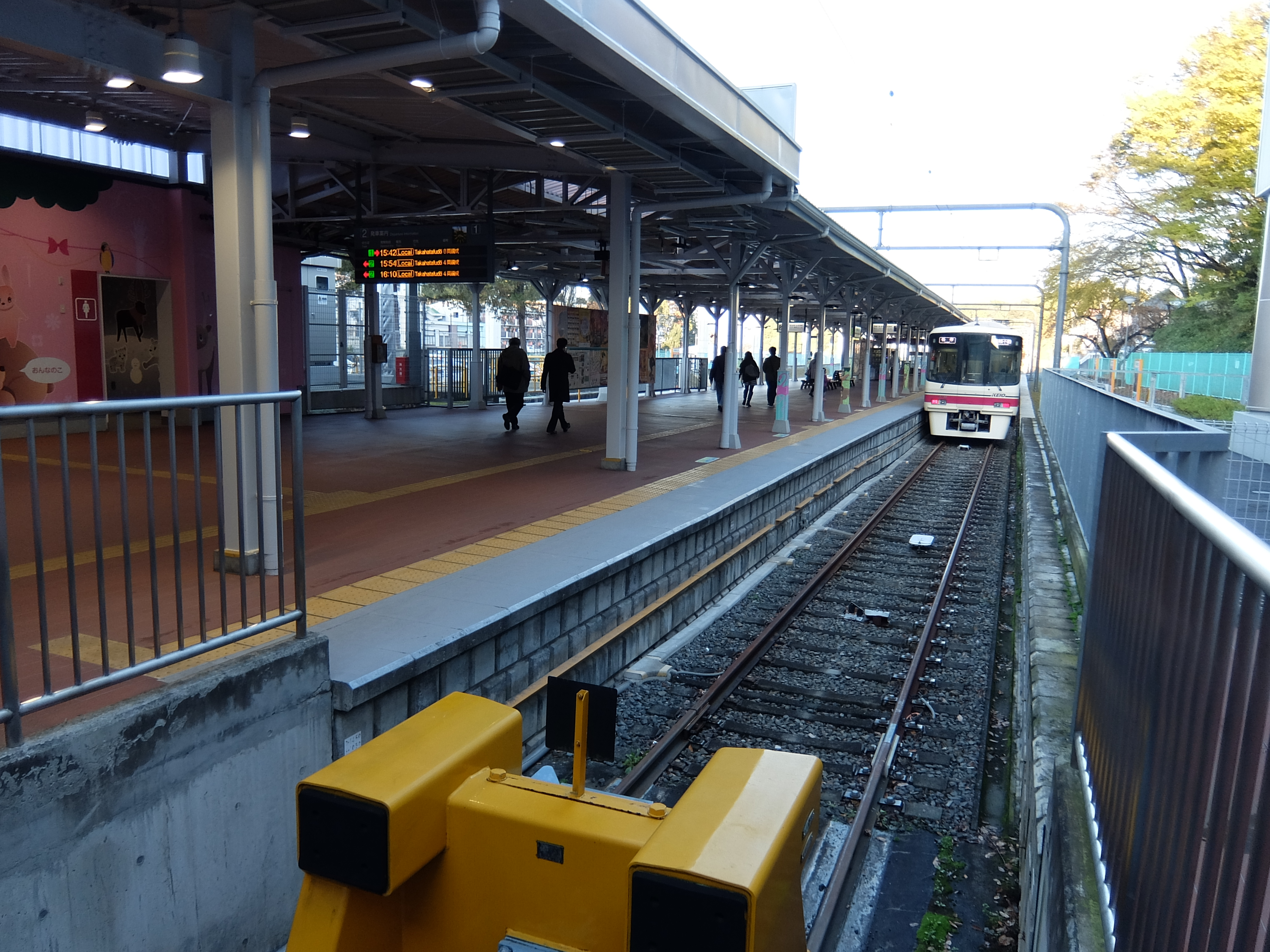
京王動物園線 多摩動物公園站（2014年11月22日）

### 多摩都市單軌電車
本站是相對式月台2面2線高架車站。車站在道路上方（正門前）。

#### 月台配置
| 月台 | 路線               | 方向                                   |
| ---- | ------------------ | -------------------------------------- |
| 1    | 多摩都市單軌電車線 | 高幡不動、立川北、玉川上水、上北台方向 |
| 2    | 多摩都市單軌電車線 | 多摩中心方向                           |

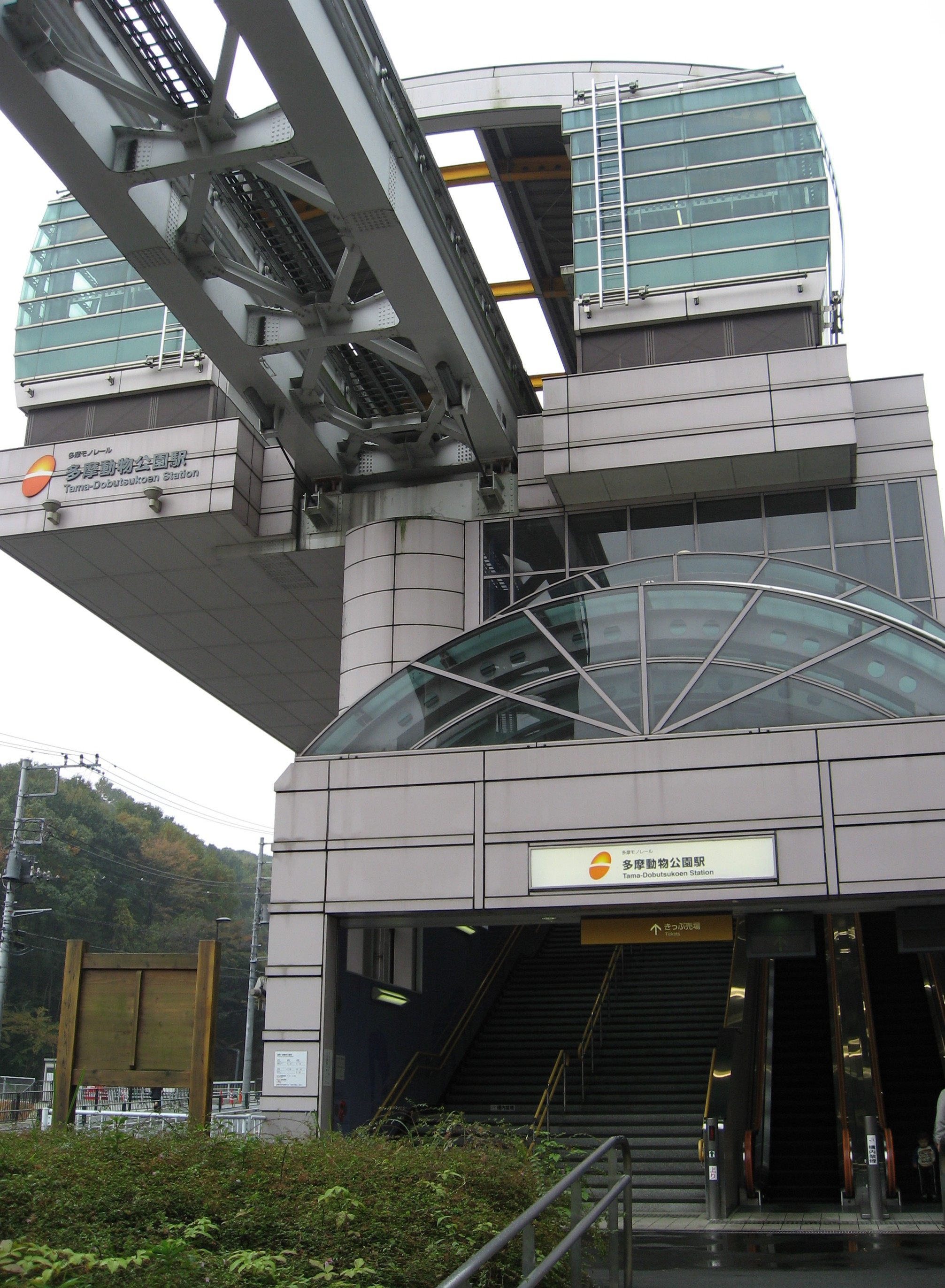
車站入口（2008年11月16日）
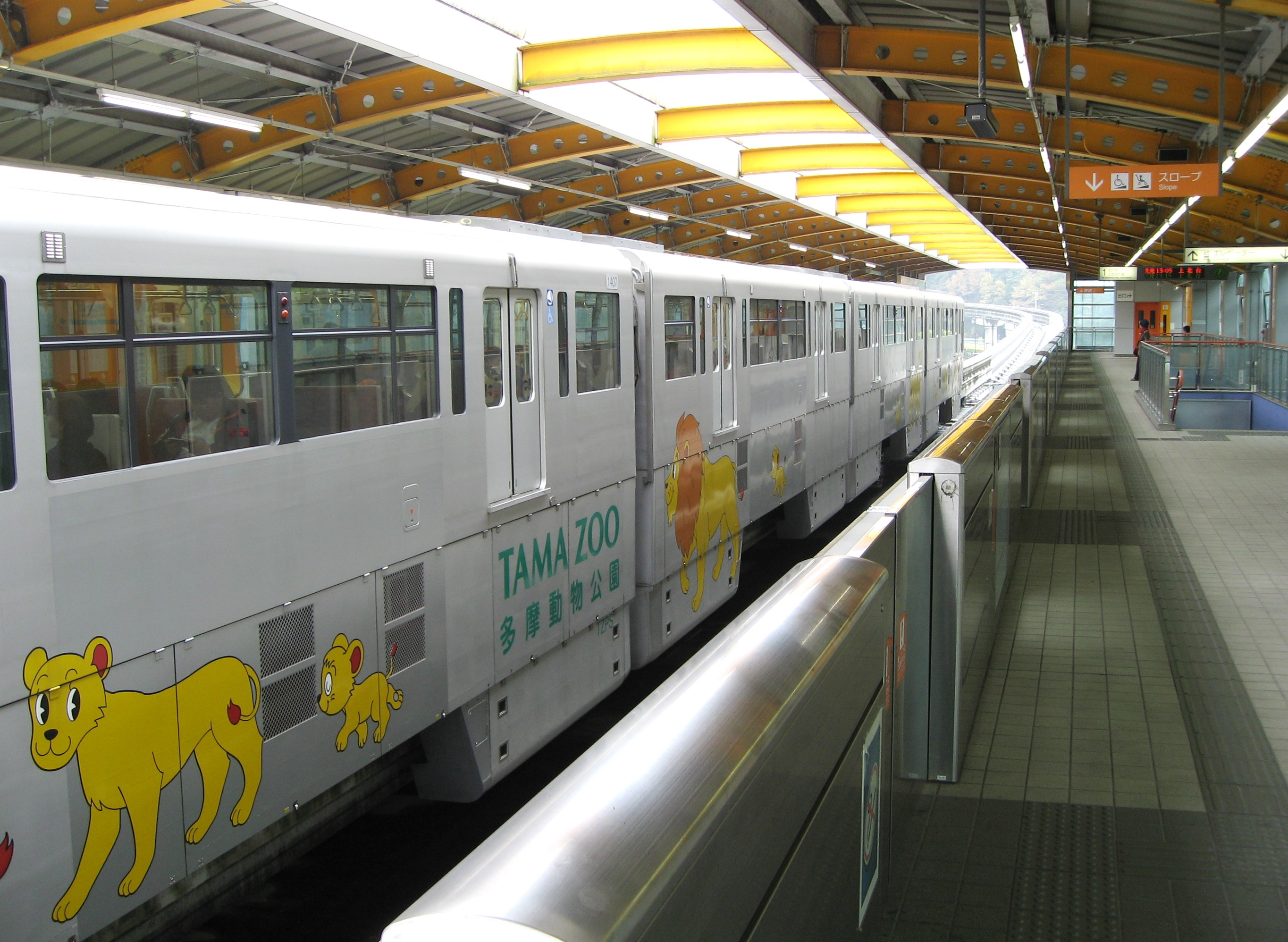
車身有獅子彩繪的1000系（2008年11月16日）

## 使用情況
- 京王電鐵 - 2016年度一日平均上下車人次為6,483人[2]。
  - 1970年代後半因中央大學遷入，使用人數大幅上升，但在多摩都市單軌通車後，使用者再度下降。
- 多摩都市單軌電車 - 2015年度一日平均上車人次為1,249人[3]。

開業後1日平均上下車人次與上車人次變化如下表。
| 年度               | 京王電鐵           | 京王電鐵         | 多摩都市 單軌電車 | 來源   |
| 年度               | 1日平均 上下車人次 | 1日平均 上車人次 | 1日平均 上車人次  | 來源   |
| ------------------ | ------------------ | ---------------- | ----------------- | ------ |
| 1964年（昭和39年） | 3,338              |                  | 未開業            |        |
| 1965年（昭和40年） | 5,054              |                  | 未開業            |        |
| 1970年（昭和45年） | 11,301             |                  | 未開業            |        |
| 1975年（昭和50年） | 12,799             |                  | 未開業            |        |
| 1980年（昭和55年） | 37,338             |                  | 未開業            |        |
| 1981年（昭和56年） | 37,619             |                  | 未開業            |        |
| 1985年（昭和60年） | 34,323             |                  | 未開業            |        |
| 1990年（平成02年） | 30,403             | 15,195           | 未開業            | [ 7 ]  |
| 1991年（平成03年） |                    | 15,508           | 未開業            | [ 8 ]  |
| 1992年（平成04年） |                    | 15,649           | 未開業            | [ 9 ]  |
| 1993年（平成05年） |                    | 15,742           | 未開業            | [ 10 ] |
| 1994年（平成06年） |                    | 15,762           | 未開業            | [ 11 ] |
| 1995年（平成07年） | 31,648             | 15,683           | 未開業            | [ 12 ] |
| 1996年（平成08年） |                    | 15,230           | 未開業            | [ 13 ] |
| 1997年（平成09年） |                    | 14,515           | 未開業            | [ 14 ] |
| 1998年（平成10年） |                    | 14,222           | 未開業            |        |
| 1999年（平成11年） | 27,763             | 13,631           | 1,427             | [ 16 ] |
| 2000年（平成12年） | 19,322             | 9,205            | 1,274             | [ 17 ] |
| 2001年（平成13年） |                    | 7,230            | 1,271             | [ 18 ] |
| 2002年（平成14年） |                    | 6,208            | 1,225             | [ 19 ] |
| 2003年（平成15年） | 11,522             | 5,355            | 1,205             | [ 20 ] |
| 2004年（平成16年） | 10,188             | 4,707            | 1,138             | [ 21 ] |
| 2005年（平成17年） | 9,258              | 4,479            | 1,232             | [ 22 ] |
| 2006年（平成18年） | 7,844              | 4,014            | 1,261             | [ 23 ] |
| 2007年（平成19年） | 7,026              | 3,563            | 1,216             | [ 24 ] |
| 2008年（平成20年） | 6,599              | 3,364            | 1,265             | [ 25 ] |
| 2009年（平成21年） | 6,107              | 3,104            | 1,219             | [ 26 ] |
| 2010年（平成22年） | 5,961              | 3,019            | 1,109             | [ 27 ] |
| 2011年（平成23年） | 5,958              | 3,000            | 1,074             | [ 28 ] |
| 2012年（平成24年） | 6,290              | 3,173            | 1,093             | [ 29 ] |
| 2013年（平成25年） | 6,616              |                  | 1,249             |        |
| 2014年（平成26年） | 6,539              |                  | 1,252             |        |
| 2015年（平成27年） | 6,584              |                  | 1,262             |        |
| 2016年（平成28年） | 6,483              |                  |                   |        |

## 車站周邊
- 京王鐵道樂園（日语：京王れーるランド）
- 多摩動物公園
- 多摩動物公園禮品店（ギフトショップたまどう）
- 7-Eleven多摩動物公園店
- 中央大學多摩校區
- 明星大學日野校區

### 巴士路線
- 「多摩動物公園站」巴士站（京王電鐵巴士）
  - 高11：往高幡不動站 ※週六早晨1班

## 相鄰車站
京王電鐵
 動物園線
■急行、■各站停車
高幡不動（KO29）－多摩動物公園（KO47）
 多摩都市單軌電車
 多摩都市單軌電車線
程久保（TT06）－多摩動物公園（TT05）－中央大學·明星大學（TT04）

## 外部連結
- 多摩動物公園 - 京王電鐵
- 多摩動物公園站 （页面存档备份，存于） - 多摩都市單軌電車